# سبنسر ريتشي
سبنسر ريتشي (بالإنجليزية: Spencer Richey)‏ هو لاعب كرة قدم أمريكي في مركز حراسة المرمى، ولد في 30 مايو 1992 في سياتل في الولايات المتحدة. شارك مع منتخب الولايات المتحدة تحت 17 سنة لكرة القدم. أما مع النوادي، فقد لعب مع فانكوفر وايتكابس ونادي سينسيناتي.

## وصلات خارجية
- سبنسر ريتشي على موقع الدوري الأمريكي (الإنجليزية)
- سبنسر ريتشي على موقع قاعدة بيانات كرة القدم.إي يو (الإنجليزية)
- سبنسر ريتشي على موقع Soccerbase.com (لاعب) (الإنجليزية)
- سبنسر ريتشي على موقع Soccerway.com (الإنجليزية)
- سبنسر ريتشي على موقع عالم كرة القدم.نت (الإنجليزية)